# Meissenporslin
Meissenporslin är porslin tillverkat av Meissen Manufaktur i Albrechtsburg, Meissen. Fabriken var den första europeiska fabrik att framställa porslin.
I slutet av 1600-talet gjorde den lärde fysikern och matematikern greve Ehrenfried Walter von Tschirnhaus geologiska undersökningar i Sachsen för att leta efter råvaror som kunde förbättra landets ekonomi. Samtidigt utarbetade han ett större projekt för glashyttor, och sökte en eldfast lera för dessa. Under sina experiment kom han att upptäcka den lera från Kolditz, som senare kom att bli huvudbeståndsdelen i Meissenporslinet.
Johann Friedrich Böttger ägnade sig under sin studietid i Berlin intensivt åt alkemistiska experiment och vann därigenom ett visst rykte. När den preussiske kungen Fredrik I fick höra tala som honom beslöt han att utnyttja Böttger för sina egna syften. Böttger, som dock ville fortsätta sina experiment och studier och fruktade för sin frihet flydde 1701 till Wittenberg. Här råkade han dock in i kurfursten av Sachsen August den starkes maktssfär, och denne lät infånga Böttger, förde honom till Dresden, där han hölls inspärrad. Meningen var att skulle framställa guld för August den starkes behov. 1704 utsågs Ehrenfried von Tschirnhausen till Böttgers fångvaktare, och tillsammans började de istället att göra keramiska experiment. Då August den starke började bli verkligt hotfull, erbjöd de båda att i stället anlägga en fabrik för porslinstillverkning.
1707 fick de verkligen de erforderliga resurserna för att anlägga fabriken, och 1708 uppfördes byggnaderna. Greven von Tschirnhausen fick dock aldrig uppleva resultatet, han avled i oktober 1708. I mars 1709 lyckades Böttger slutligen framställa porslin vid fabriken, och i januari 1710 startade produktionen.
Böttger kom att leda fabriken fram till sin död 1719, och under denna tid framställdes huvudsakligen rött stengods inspirerat av det kinesiska. Efterhand som porslinstillverkningen förbättrades minskade stengodsproduktionen, men den fortsatte åtminstone till 1731.
Även om man gjorde allt för att hindra att hemligheterna spreds lyckades arbetare rymma. En av dessa lyckades avslöja det röda stengodsets hemligheter för det preussiska sändebudet och en ny fabrik bildades i Plaue an der Havel. Ugnsbyggaren och massaberedaren Samuel Stötzel gav sig iväg tillsammans med förgyllaren Christoph Konrad Hunger och deltog i grundandet av Wiener Porzellanmanufaktur. Stötzel kom dock tillbaka till Albrechtsburg och erhöll amnesti då han tagit med sig emaljmålaren Johann Gregor Höroldt.
Höroldt blev 1720 chef för Meissens målarateljé, en tjänst han kom att med undantag för en period under sjuårskriget kom att inneha till sin pensionering 1763. Med honom inleddes den "måleriska" perioden. Från 1731 var Höroldt som hovkommissarie inte bara chef över målarna utan även över formgivarna. Efter 1727 hade han som medarbetare skulptören Johann Gottlieb Kirchner som 1730 befordrades till modellmästare. Under Kirchners period som modellmästare börjande Meissen producera de porslinsfiguriner man senare kom att bli känd för. För August den starkes räkning framställdes 296 fåglar och 296 andra djur med en höjd över 60 centimeter att placeras i stora galleriet på kungens "Jägar- und Löwenhaus" i Dresden. Djurskulpturerna kom dock aldrig att bli uppställda där. August den starke ansåg dock att produktionen gick för långsamt, och 1731 anställdes modellören Johann Joachim Kändler för att bistå Kirchner, och 1733 avskedades Kirchner för att ersättas av Kändler som modellmästare.
Under denna period brukar Meissenfabriken brukar anses ha stått på sin höjdpunkt. Efter August den starkes död 1733 kom Heinrich von Brühl att bli den verkligen ledaren för fabriken. Kändler efterträddes 1774 av Camille Marconi. Porslinstillverkningens hemlighet hade vid det här laget börjat sprida sig runt om i Europa, och Meissen hade inte längre samma ledande ställning, och började även kopiera mönster från porslinsfabrikerna i Sèvres och Wien.

## Kända mönster
- Lökmönstret